# Koizumi Shinzō

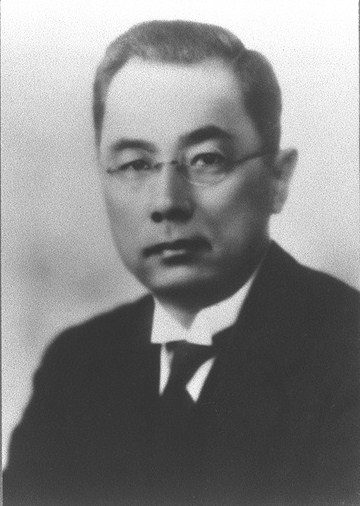
Koizumi Shinzō

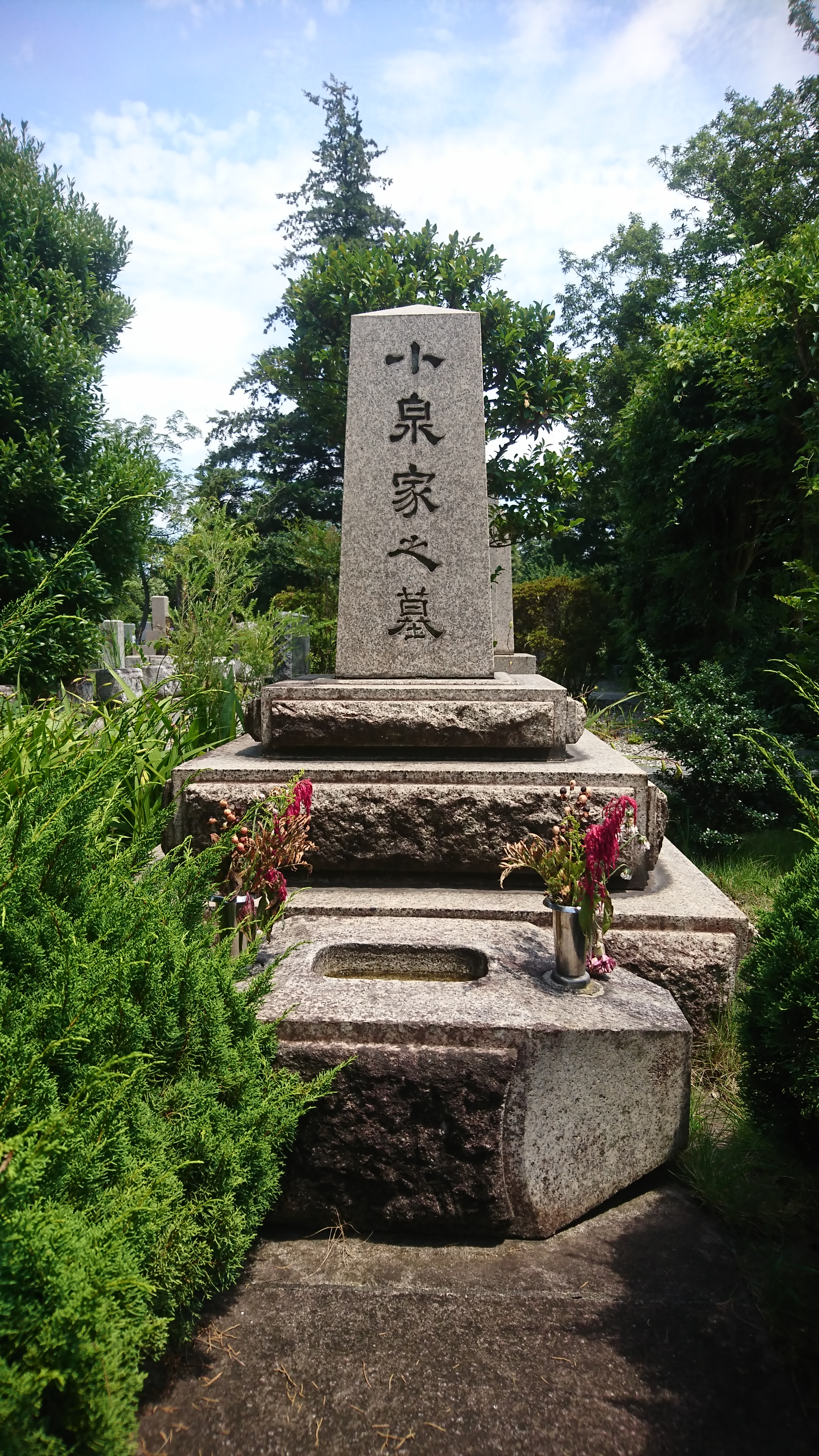
Grab Friedhof Tama

Koizumi Shinzō (japanisch 小泉 信三; geboren 4. Mai 1888 in Tōkyō; gestorben 11. Mai 1966 ebenda) war ein japanischer Wirtschaftsfachmann.

## Leben und Wirken
Koizumi Shinzō war Sohn des Unternehmers Koizumi Nobukichi (小泉信吉; 1853–1894). Dieser war Präsident der Keiō-Universität und Manager der Yokohama Specie Bank. Sohn Shinzō lernte in jungen Jahren über seinen Vater Fukuzawa Yukichi kennen. Er schloss 1910 sein Studium an der Keiō-Universität ab. Während er dann dort unterrichtete, bildete er sich unter Fukuda Tokuzō in den Wirtschaftswissenschaften weiter.
Von 1913 bis 1916 hielt Koizumi sich in Europa auf und besuchte Universitäten in England, Frankreich und Deutschland. Nach seiner Rückkehr wurde er Professor an der Keiō-Universität. Von 1933 bis 1947 wirkte er als Präsident der Universität. Nach dem Pazifikkrieg wirkte Koizumi als Lehrer des jungen Kronprinzen und späteren Kaiser Akihito.
Als Spezialist der Wirtschaftsgeschichte und bewandert in sozialen Fragen war er zunächst ein Kritiker der Marxschen Ideen. Nach intensivem Studium der Ideen war er später milder gestimmt. Er war ein Kenner, was das Leben und Wirken des Reformers Fukuzawa Yukichi betraf. 1959 wurde Koizumi als Person mit besonderen kulturellen Verdiensten geehrt und mit dem Kulturorden ausgezeichnet.
Zu Koizumis Schriften gehören „Fünfzig Jahre nach dem Tode Marxs“ aus dem Jahr 1933 und „Eine Studie zu Ricardo“ ein Jahr später, die sich mit dem britischen Wirtschaftswissenschaftler David Ricardo befasst. Von 1967 bis 1972 wurden die „Gesammelten Schriften von Koizumi Shinzō“ (小泉信三全集; Koizumi Shinō zenshū) in 28 Bänden herausgegeben. Band 25 bis 27 sind Briefsammlungen (書簡集, Shokan-shū), der letzte Band enthält Fotos und Erinnerungen.
Koizumi, selbst Tennisspieler, sah während seines England-Aufenthaltes ein Wimbledon Turnier und kam dabei in Kontakt mit dem mehrfachen Meister Anthony Wilding. Der sandte ihm sein Buch „On the Court and Off“ zu.